# Nederlandse Unesco Commissie
De Nederlandse Unesco Commissie maakt deel uit van een wereldwijd netwerk van bijna 200 UNESCO Commissies die een vergelijkbare rol vervullen. UNESCO is de enige organisatie van de Verenigde Naties die zo’n netwerk heeft.
De Nederlandse Unesco Commissie is opgericht in 1947. Zij heeft drie hoofdtaken:
1. Zij adviseert de Nederlandse overheid over UNESCO-aangelegenheden op de terreinen onderwijs, wetenschappen, cultuur en communicatie.
2. Zij geeft voorlichting in Nederland over de doelstellingen, het programma en de werkzaamheden van UNESCO.
3. Zij vormt de schakel tussen de in UNESCO verenigde wereldgemeenschap en de bij de UNESCO betrokkenen in Nederland, zoals de nationale overheid, professionele instellingen, organisaties en deskundigen op het gebied van onderwijs, cultuur, communicatie en wetenschappen. Dit is tweerichtingsverkeer.

De Nederlandse Unesco Commissie telt maximaal elf leden, allen deskundigen op één of meer terreinen van UNESCO. Sinds 1 september 2019 is Kathleen Ferrier voorzitter. Een secretariaat ondersteunt de Commissie. Daarnaast is er een UNESCO Jongerencommissie.

## Overzicht voorzitters Nederlandse Unesco Commissie
- 1947-1956 Prof. dr. H. R. (Hugo Rudolph) Kruyt[2]
- 1956-1972 Dr. F. (Frans) Bender[3]
- 1972-1982 Dr. M.A.M. (Marga) Klompé[4]
- 1982-1983 Prof. dr. ir. A.A. Th. M. (Ton) Van Trier[5]
- 1983-1984 Prof. drs. J.H. (Koos) Kraak[6]
- 1984-1997 Dr. Mr. G.J. (Gottfried) Leibbrandt[7]
- 1997-2001 Prof. Dr. P.W.M. (Pieter) De Meijer
- 2001-2009 Dr. B.E. (Lieteke) van Vucht-Tijssen[8]
- 2009-2014 G. (Greetje) van den Bergh[9]
- 2014-2019 A.C. (Andrée) van Es
- 2019-heden Drs. K.G. (Kathleen) Ferrier